# Travis Best
Pour les articles homonymes, voir Best.
Travis Eric Best, né le 12 juillet 1972 à Springfield dans le Massachusetts, est un ancien joueur américain de basket-ball. Il évoluait au poste de meneur.